# Wilhelm Paul Corssen
Wilhelm Paul Corssen, född 20 januari 1820, död 18 juni 1875, var en tysk filolog.
Corssen var först gymnasielärare i Stettin och Pforta, från 1866 bosatt i Berlin som privatlärd. Corssen har bland annat författat de banbrytande verken Über Aussprache, Vocalismus und Betonung der lateinischen Sprache (2 band, 1859), och Über die Sprache der Etrusker (2 band, 1875).